# 재가복지서비스
재가복지서비스는 가정에서 기거하면서 혼자서 자신의 일상생활을 이끌어 나가지 못하는 병약자나 국민기초생활보장 대상 노인, 장애인 등을 도와주는 사회적 서비스를 말하며,주간보호(day-care)사업,단기보호(short-stay)사업, 가정봉사원파견사업이 포함된다. 가사도움, 간병, 교육, 의료 등을 지원해준다.